# 艾爾頓·冼拿之死

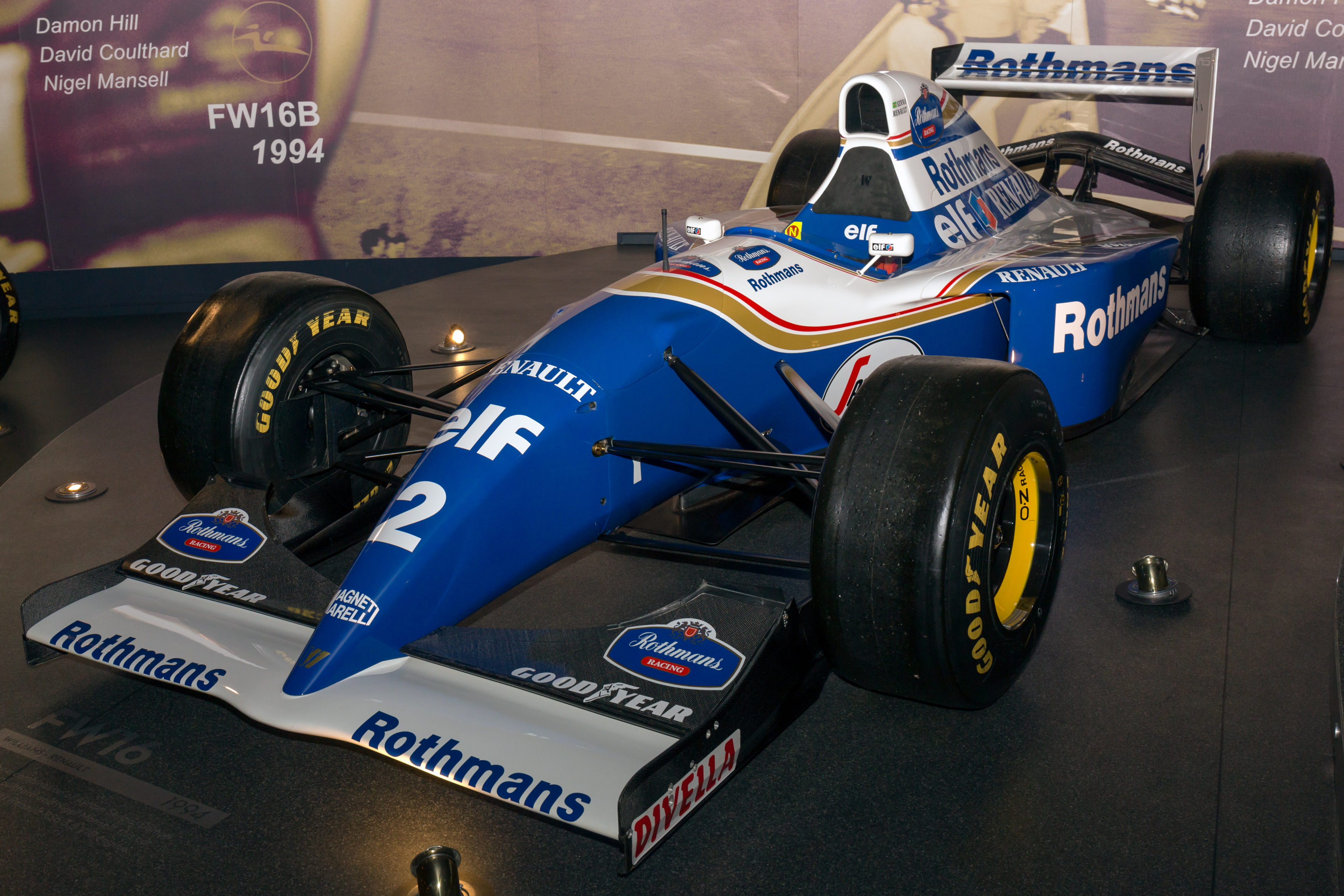
冼拿遇害的同款賽車

黃圈為冼拿遇害的彎角

1994年5月1日，巴西一級方程式賽車手艾爾頓·冼拿在意大利伊莫拉賽道舉行的1994年聖馬力諾大獎賽上，賽車撞上混凝土護欄而身亡。意大利最高法院裁定，事故原因為機械故障，因為事故後分析發現，冼拿的轉向柱在賽車即將轉入坦布雷羅彎道（Tamburello corner）時斷裂。
冼拿的去世，為一級方程式賽車歷史上最黑暗的一個週末。在之前一天，奧地利車手羅蘭德·拉岑伯格亦在排位賽中遭遇車禍喪生。那個週末還發生了幾宗其他碰撞事故，其中一宗嚴重的碰撞與魯本斯·巴里切羅有關。冼拿和拉岑伯格的車禍是自1982年里卡多·派拉提在加拿大大獎賽上身亡以來，一級方程式賽車比賽中首次發生的致命事故。
冼拿的去世，以及比賽週末的其他事件，促成了F1賽車手安全優先的重大改革。一級方程式賽車手聯盟，大獎賽車手協會，在冼拿去世後得以重建。此後二十年，F1再未發生致命事故，直到儒勒·比安奇在2014年日本大獎賽上受傷身亡。

## 國葬
冼拿的遺體在1994年5月4日運返巴西。出於尊重，冼拿的靈柩破例獲允許放在里约格朗德航空運營的麥道MD-11客機的客艙中運送回國，他的弟弟萊昂納多和多位好友也有隨行。客機在戰鬥機的護送下抵達聖保羅-瓜魯柳斯國際機場，獲聖保羅市長保羅·馬盧夫和州長路易斯·安東尼奧·弗勒里·菲略迎接。靈柩隨後由八名憲兵學院的學員護衛抬到一輛消防車上，並由17輛警用摩托車開路，2,500名警察在20英里（32）長的道路上列隊送別。冼拿的遺體安放在伊比拉布埃拉公園的立法議會大樓內，超過20萬民眾前來瞻仰。
冼拿的葬禮於1994年5月5日在聖保羅舉行。超過50萬名賓客出席，是該市史上規模最大的葬禮巡遊。遺體告別儀式結束後，第二砲兵旅鳴放了最高規格的21響禮炮以示尊敬。七架巴西空軍噴射機組成菱形隊形，並護送送葬隊伍前往莫倫比公墓。冼拿的墓誌銘為“Nada pode me separar do amor de Deus”，意為“沒有任何東西能將我與上帝的愛隔絕”（羅馬書8:38-39）。